# Наперала, Адриан
Адриан Наперала (пол. Adrian Napierała, родился 16 февраля 1982 в Гожуве-Велькопольском) — польский футболист, выступавший на позиции защитника, и футбольный тренер.

## Игровая карьера
Воспитанник клуба «Варта» (Ваврув). С сезона 1996/1997 играл за клуб «Шамотулы». За свою карьеру выступал за команды «Алюминиум» (Конин), ЛКС (Лодзь), «Пётрковия» (Пётркув-Трыбунальский), «Погонь» (Щецин), «Ягеллония» (Белосток), ГКС (Катовице) и «Пуща» (Неполомице). Чемпион Первой лиги 2003/2004 в составе «Погони».
Серебряный призёр чемпионата Европы до 16 лет 1999 года
, чемпион Европы до 18 лет 2001 года.